# Ялг, Триину
Триину Ялг (эст. Triinu Jalg; род. 22 июня 2005 года) — эстонская шашистка. Младшая сестра шашистки Мерилий Ялг.
По квоте спонсоров турнира получала возможность представлять Эстонию на чемпионатах мира проходивших в Таллине в 2017 (16 место) и 2021 годах (12 место).

## Спортивная биография
Тренируется у Арно Уутма.
Дебютировала на взрослых чемпионатах страны в 2015 году.
2015
- 8-е место из 10 на чемпионате Эстонии среди женщин по международным шашкам[3]

2016
- 9-е место из 11 на чемпионате Эстонии среди женщин по международным шашкам[4]

2017
- 7-е место на чемпионате Эстонии среди женщин по русским шашкам[5]
- 5-е место на чемпионате Эстонии среди женщин по международным шашкам[6]
- 16-е место на чемпионате мира по международным шашкам.

2018
28-е место на чемпионате мира по международным шашкам (рапид)